# Hostal de los Reyes Catolicos
Hostal dos Reis Católicos, hay còn được gọi là Hospital dos Reis Católicos (Hospital de los Reyes Católicos trong Tiếng Tây Ban Nha), là một khách sạn Parador 5 sao và là một bệnh viện, nằm ở Santiago de Compostela, Galicia (Tây Ban Nha), Tây Ban Nha.
Khách sạn được xây dựng như là một công trình tôn giáo năm 1486 bởi Ferrando II của Aragón và Isabel I của Castilla, các nhà quân chủ Công giáo. Khách sạn được công nhận rộng rãi là khách sản cổ nhất còn hoạt động trên thế giới, và cũng có tên là "khách sạn đẹp nhất châu Âu".